# Helmut Weber
Helmut Weber (Spandau (Berlijn), 25 februari 1913) is een Duits componist, dirigent en klarinettist.

## Biografie
Weber studeerde aan de Hochschule für Musik in Berlijn en was vanaf 1930 lid van de militaire kapel van de Reichswehr. In 1935 stapte hij over naar het Stabsmusikkorps des Luftkreises II (Berlin) onder de dirigent Hans Teichmann. In 1939 sloot hij zijn opleiding als kapelmeester af en hij werd in 1940 dirigent van het muziekkorps van het Luftgaunachrichten-Regiment Nr. 3 in Berlijn-Kladow. In 1949 kwam hij uit Russische gevangenschap weer naar Berlijn en werd als klarinettist lid van de Berliner Philharmoniker. Hij ging in 1976 met pensioen. 
Als componist schreef hij concertwerken en marsen voor harmonieorkest.